# Pallisentis fasciata
Pallisentis fasciata är en hakmaskart som beskrevs av Gupta och Krishna K. Verma 1980. Pallisentis fasciata ingår i släktet Pallisentis och familjen Quadrigyridae. Inga underarter finns listade i Catalogue of Life.